# Jakob Stumpf
Jakob Stumpf (auch Jacob Stumpf, * 1874 in Bonn; † 17. Juli 1936 ebenda) war ein Architekt aus Bonn, der vor allem durch seine Bauten im Rheinland bekannt geworden ist. Der Kirchenbauexperte war Mitglied im Bund Deutscher Architekten sowie im Architekten- und Ingenieurverein Bonn und betrieb das Architekturbüro Stumpf in Bonn. Ein Kollege, mit dem er bei vielen Projekten zusammenarbeitete, war der ebenfalls aus Bonn stammende Architekt Toni Kleefisch (1888–1975).

## Kirchenneubau oder Erweiterung (Auswahl)
- St. Aegidius in Oberdrees, Rheinbach, 1921, Erweiterungsbau
- St. Antonius in Dransdorf, Bonn[7]
- St. Barbara in Ippendorf, Bonn, 1907/08[1]
- St. Barbara in Steinenbrück, Overath, 1916[3]
- St. Evergislus in Plittersdorf, Bonn
- Neue Pfarrkirche St. Gertrudis in Oedingen, Remagen, 1908
- Herz-Jesu-Kirche in Bad Godesberg, Bonn
- St. Margareta in Neunkirchen-Seelscheid
- St. Martin in Flerzheim, Rheinbach, 1909[8]
- St. Nikolaus in Kempen, Heinsberg
- St. Petri in Ketten in Lengsdorf, Bonn, 1935, Erweiterungsbau[9]
- Neue Pfarrkirche St. Thomas in Houverath, Bad Münstereifel, 1913[10]

## Andere Neu- oder Umbauten (Auswahl)
- Borromäushaus, Wittelsbacherring, Bonn, 1913
- Villa Bungarten in Bonn, 1948, Fassadenumbau
- Villa Eschbaum in  Bonn, 1931, Umbau
- Kino Metropol in Bonn, 1928[11]
- Schloss Queen-Auguste-Victoria-Park in Umkirch, 1932[12]